# Minna Bluff
Minna Bluff ist eine 45 km lange und bis zu 5 km breite Halbinsel vulkanischen Ursprungs an der Grenze zwischen Scott- und Hillary-Küste im ostantarktischen Viktorialand. Sie erstreckt sich vom Mount Discovery nach Osten in das Ross-Schelfeis. Vom Mount Discovery ist sie durch den Minna Saddle getrennt und endet in einem hakenförmigen Ausläufer, dem Minna Hook. Die Halbinsel ist im Mittel rund 900 m hoch, ihr höchster Punkt erreicht 1071 m. Von der National Science Foundation finanziert, wird die Halbinsel hinsichtlich der Geschichte der Kryosphäre der Antarktis erforscht.
Die Halbinsel taucht in der Geschichte der Entdeckung der Antarktis immer wieder auf. Erstmals gesichtet wurde es im Juni 1902 während der Discovery-Expedition (1901–1904) unter der Leitung des britischen Polarforschers Robert Falcon Scott. Später wurde insbesondere der Minna Hook als entscheidende Landmarke und Lokation für wichtige Depots genutzt. Scott benannte die Halbinsel ursprünglich als The Bluff, änderte dies jedoch noch vor Rückkehr der Discovery-Expedition im Jahr 1904. Namensgeberin ist Mary Anne Isabella Caroline „Minna“ Markham (geborene Chinchester, 1837–1919), Ehefrau von Clements Markham, Präsident der Royal Geographical Society von 1893 bis 1905 und Schirmherr der Forschungsreise.
Jede Expedition, die Scott nach seiner bahnbrechenden Reise auf dieser Route folgte (darunter Ernest Shackleton 1908, Scott selbst 1911 und Shackletons Ross Sea Party 1914–16) nutzten Minna Bluff, um Versorgungsgüter zu lagern und um sich auf Reisen zu orientieren. Dank dem Zustand des Eises in seiner unmittelbaren Nachbarschaft wurde die Polarroute etwa 30 Kilometer östlich eingerichtet, Depots an dieser Route in der Sichtweite des Kaps.
Laut den Nachforschungen von George Clarke Simpson, dem Meteorologen der Terra-Nova-Expedition, hat Minna Bluff einen Effekt auf das polare Wetter. Die Masse des Kaps lenkt die am Ostrand des Ross-Schelfeises entlangstreichenden Winde östlich ab. Etwa 80 Kilometer weiter nördlich erreichen diese Winde die Ross-Insel, wo sie geteilt werden. Ein Strom weht in den McMurdo-Sund, der andere richtet sich östlich in Richtung Kap Crozier. Diese Teilung der Windrichtung ist, gemeinsam mit anderen Faktoren, der Auslöser der „windstillen Bucht“ an der Südküste der Ross-Insel, ein außergewöhnlich kaltes Gebiet, in dem Nebel vorherrscht und das auf mehreren Landreisen zwischen dem McMurdo-Sund und Kap Crozier beschrieben wurde.